# Roger Pla
Roger Pla (* 8. Oktober 1912 in Rosario, Argentinien; † 1982 in Buenos Aires) war ein argentinischer Schriftsteller. 
Viele seiner Werke verfasste Pla unter dem Pseudonym Roger Ivnnes. 

## Werke (Auswahl)
- Las brújulas muertas.
- El duelo. 1951.
- Los Robinsons. 1946.

Sachbücher
- Diderot y sus ideas sobre pintura. 1943.
- Detrás del mueble. 1942.
- Gambartes y la pintura pompeyana.